# Ljeb
Ljeb (cyr. Љеб) – wieś w Bośni i Hercegowinie, w Republice Serbskiej, w gminie Stanari. W 2013 roku liczyła 325 mieszkańców.